# Міодраг Єшич
Міодраг Єшич (серб. Миодраг Јешић / Miodrag Ješić, 30 листопада 1958, Осечениця — 8 грудня 2022) — югославський футболіст, що грав на позиції півзахисника. По завершенні ігрової кар'єри — югославський і сербський тренер. З 2021 року очолює тренерський штаб команди лівійського «Аль-Аглі» (Бенгазі).
Виступав за клуб «Партизан», декілька турецьких команд, а також національну збірну Югославії.

## Клубна кар'єра
У дорослому футболі дебютував 1974 року виступами за команду «Партизан», в якій провів одинадцять сезонів, взявши участь у 144 матчах чемпіонату. Тричі, у 1976, 1978 і 1983 роках, виборював титул чемпіона СФРЮ.
Згодом з 1985 по 1990 рік грав у Туреччині, спочатку за «Алтай», а згодом за «Трабзонспор», після чого на сезон повертався до «Партизана».
Завершував ігрову кар'єру протягом 1992–1994 років, повернувшись до турецького «Алтая».

## Виступи за збірну
1982 року дебютував в офіційних матчах у складі національної збірної Югославії.
Загалом протягом трирічної кар'єри у національній команді провів у її формі 8 матчів, забивши 2 голи.

## Кар'єра тренера
Розпочав тренерську кар'єру невдовзі по завершенні кар'єри гравця, 1998 року, очоливши тренерський штаб клубу «Раднички» (Ниш), де пропрацював протягом сезону. Згодом також по сезону тренував белградські «Партизан» і ОФК (Белград), після чого був уперше запрошений за кордон, до Тунісу, де протягом 2000–2001 років працював зі «Сфаксьєном».
Надалі протягом 2000-х років очолював тренерські штаби турецького «Алтая», болгарських «Славії», ЦСКА (Софія) і «Літекса», румунської «Отопені» та чорногорської «Будучності», В сезоні 2006/07 знову працював з «Партизаном».
У 2010-х також активно тренував, змінивши низку команд. Після нетривалого повернення до Болгарії, де протягом 2013—2014 років знову очолював ЦСКА (Софія) і «Літекс», а також роботи з боснійським «Сараєвом», переорієнтувався на арабський регіон, де встиг попрацювати з кувейтським «Аль-Арабі», саудівським «Аль-Іттіфаком», еміратським «Хаур-Факканом» та єгипетським «Ісмайлі».
2021 року очолив тренерський штаб лівійського «Аль-Аглі» (Бенгазі).

## Титули і досягнення

### Як гравця
- Чемпіон Югославії (3):

«Партизан»: 1975—1976, 1977—1978, 1982—1983

### Як тренера
- Володар Кубка Болгарії (1):

«Літекс»: 2007—2008